# Clan Arbuthnott
El Clan Arbuthnott és un clan escocès de les Terres baixes.

## Història
El nom Arbuthnott és d'origen territorial de les terres del mateix nom al comtat de Kincardineshire. Els primers documents es refereixen a aquestes terres com Aberbothenoth, que s'ha traduït com la desembocadura del rierol sota la casa noble. Les terres d'Arbuthnott han estat en mans de la mateixa família noble durant més de vint-i-quatre generacions, inclòs l'actual vescomte d'Arbuthnott.

## Orígens del clan
Hugh, que potser era de la família del clan Swinton, podria haver adquirit les terres d'Arbuthnott mitjançant el seu matrimoni amb Margaret Olifard, hereva d'Arbuthnott, germana d'Osbert Olifard, que era conegut com "El croat" que va ser assassinat a la Primera Croada. Durant el regnat de Guillem el Lleó. Un altre Hug, anomenat "Le Blond", possiblement pel seu cabell clar, va ser Laird d'Arbuthnott cap al 1282. Aquest Hug apareix en una carta el mateix any atorgant terres al monestir d'Arbroath per a la seguretat de la seva ànima. El primer del clan a ser descrit en una carta com a «dominus ejusdem» va ser Phillip de Arbuthnott.

## Assassinat de John Melville de Glenbervie
El fill de Phillip d'Arbuthnott era Hugh Arbuthnott i va estar implicat en l'assassinat de John Melville de Glenbervie que era el xèrif dels Mearns el 1420. La història tradicional és que el xèrif Melville s'havia fet molt impopular entre els lairds locals per una adhesió massa estricta a la seva jurisdicció. El duc d'Albany en aquell moment també era regent d'Escòcia mentre que Jaume I d'Escòcia estava en captivitat a Anglaterra. Se suposa que el duc s'havia cansat d'interminables queixes sobre Melville va exclamar «sorrow gin that sheriff were sodden and supped in broo», cosa que va ser presa pels lairds descontents com un senyal per matar el xèrif. Els Lairds d'Arbuthnott, Mathers, Pitarrow i Halkerton van convidar Melville a una festa de caça al bosc de Garvock. No obstant això, Melville va ser atret a un lloc preestablert on fou assassinat en ser llençat a un calder d'aigua bullint. El Laird d'Arbuthnott va ser perdonat per la seva participació en aquest afer i va morir pacíficament el 1446.

## Segle XVI
James Arbuthnott d'Arbuthnott tenia una Carta de la Corona de la baronia feudal d'Arbuthnott el 29 de gener de 1507. S'havia casat, per contracte datat el 31 d'agost de 1507, amb Jean, filla de Sir John Stewart, primer comte d'Atholl, fill de Sir James Stewart, 'El cavaller negre de Lorn' de la seva dona Joan Beaufort, reina vídua d'Escòcia.

Escut d'armes

Alexander Arbuthnot, descendent d'un fill petit de la família principal, va ser una figura destacada de l'Església d'Escòcia i moderador de l'Assemblea General de l'Església d'Escòcia el 1577. L'any 1583 l'Assemblea General li va demanar que es queixara a Jaume VI d'Escòcia sobre diverses "pràctiques papals" encara permeses pel rei. Les seves queixes van ser rebudes amb un disgust gens menyspreable per part del rei i va ser posat sota arrest domiciliari a St. Andrews. Això sembla haver tingut un efecte dolent en la seva salut, ja que va morir als 44 anys el 1583.
Jaume VI va escriure a alguns dels seus lairds el 30 d'agost de 1589, demanant-los que enviaren menjar, "carn grossa, xai a peu, aus salvatges i cérvol", per ser lliurat a Walter Naish, mestre de la Royal Larder d'Edimburg per a l'entrada i Coronació d'Anna de Dinamarca. Com que les celebracions es van retardar fins al maig de 1590, el rei va enviar una altra carta a Andrew Arbuthnott renovant la seva petició.

## Segles XVII i XVIII
Sir Robert Arbuthnott, el descendent directe del Laird d'Arbuthnott que havia estat implicat en l'assassinat del xèrif Melville, va ser elevat a la noblesa com a vescomte d'Arbuthnott i baró Inverbervie per Carles I d'Anglaterra.
El doctor John Arbuthnot, amb parentiu amb la família del cap del clan, va ser un distingit metge i humorista polític que es va formar a la Universitat d'Aberdeen. El 1705, va tenir la fortuna d'estar a les curses d'Epsom quan el príncep Jordi de Dinamarca, marit d'Anna, reina de Gran Bretanya, va emmalaltir. El doctor Arbuthnot es va precipitar al seu costat; el príncep es va recuperar, i Arbuthnot va ser nomenat metge reial. Amb el temps es va convertir en un confident de la reina i amic de moltes de les principals figures del seu temps. El doctor Samuel Johnson va comentar una vegada que era "un home de gran comprensió, hàbil en la seva professió, versat en les ciències, familiaritzat amb la literatura antiga i capaç d'animar la seva massa de coneixement amb una imaginació brillant i activa". El doctor John Arbuthnott va morir el 1779.

## Temps moderns a partir del segle XIX
George Arbuthnot, primer d'Elderslie (fill de Robert Arbuthnot, segon d'Haddo-Rattray i germà petit de Sir William Arbuthnot, primer baronet d'Edimburg) va emigrar a l'Índia i es va unir a la firma índia Lautour & Co, que va ser l'origen de la negoci bancari que va arribar a portar el seu cognom primer a l'Índia i després a Londres: Arbuthnot & Co. Després d'haver establert un nom de confiança i reunir dipòsits d'almenys 6.000 creditors, l'empresa es va dedicar a l'especulació a través del seu corresponsal a Londres P. Macfadyen & Co operat pel soci d'Arbuthnot, Patrick Macfadyen, la firma del qual era efectivament la sucursal de Londres d'Arbuthnot. El banc indi es va estavellar espectacularment l'any 1906. Al diari hindú s'informava que "les conseqüències d'aquest fracàs sobtat i desastrós signifiquen la ruïna de molts centenars de famílies al sud de l'Índia". En aquell moment, Arbuthnot & Co era el banc més popular de Madras. Hi ha un petit carril d'uns 100 metres que toca a la carretera de la platja de Chennai (aleshores Madras) anomenat Arbuthnot Lane. El banc successor a Londres continua sota el nom d'Arbuthnot Latham.
L'anterior cap del clan va rebre la Creu de Servei Distingit (1945) i va ser nomenat Cavaller del Card i Comandant de l'Ordre de l'Imperi Britànic. A Escòcia va dirigir la Venerable Orde de Sant Joan.
L'actual vescomte d'Arbuthnott i cap del clan Arbuthnott va succeir al càrrec a la mort del seu pare el 2012.
Cap del clan
L'actual cap del Clan Arbuthnott és Keith Arbuthnott, 17é vescomte d'Arbuthnott, Lord Inverbervie i Cap del Nom i Armes d'Arbuthnott.

## Simbolisme del clan
Els membres del clan Arbuthnott poden mostrar la seva lleialtat al clan portant una insígnia amb l'escut que conté l'escut i el lema heràldics del cap. L'escut del cap és un cap de paó remuntat al coll, el seu lema és LAUS DEO, del llatí: "Lloeu Déu".
Els membres del clan també poden portar un tartan del clan. El tartan Arbuthnott es va registrar a Lord Lyon el 1962 i es va inspirar en el tartan del Black Watch.

## Clan Arbuthnott avui
Nombres aproximats en diversos països:
- Regne Unit 350;
- EUA 1.150;
- Canadà 220;
- Austràlia i Nova Zelanda 190;
- Sud-àfrica 85;
- Irlanda 120 (segons a qui s'incloga)[11]

## Terres ancestrals
Arbuthnott House i la finca circumdant d'uns 3.000 acres (12 km²) segueix sent la seu de la família avui dia.

## Clan Arbuthnott a la ficció
Un relat de l'origen del nom i el clan es troba a la novel·la de Nigel Tranter, Tapestry of the Boar.